# George Bariț

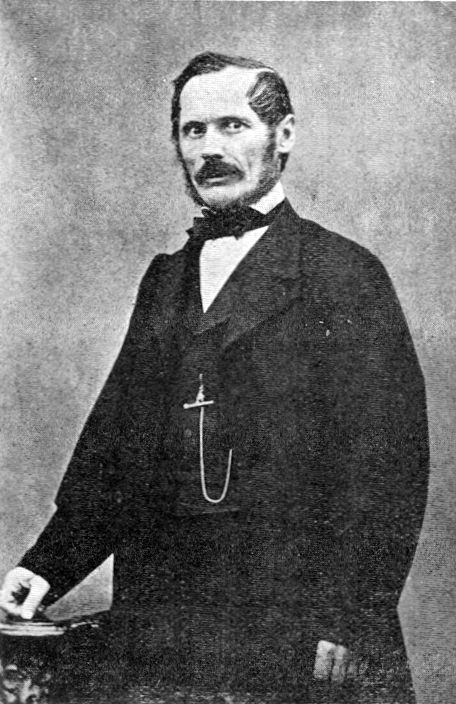
George Bariț

George Bariț (romanès: George Barițiu)  (Jucu de Sus, 4 de juny de 1812 - Sibiu, 2 de maig de 1893) fou un historiador, filòleg, dramaturg, polític, empresari i periodista romanès, fundador de la societat de premsa en llengua romanesa a Transsilvània.

## Biografia
Nascut a Alsózsuk, comtat de Kolozs, Principat de Transsilvània (avui part de Jucu, comtat de Cluj, Romania), era fill del sacerdot grecocatòlic Ioan Pop Bariț, i d'Ana Rafila. Va assistir a l'escola a Torockó (romanès: Trascău, avui Rimetea, comtat d'Alba), i després institut a Balázsfalva (Blaj) i Kolozsvár (Cluj). Originàriament format per al sacerdoci, va decidir en canvi ser professor a l'escola comercial de llengua romanesa de Brassó (Brasov).

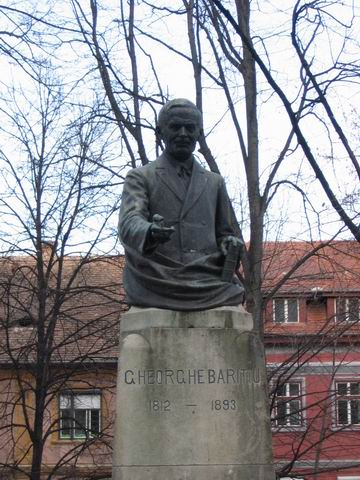
Estàtua de Bariț davant del Palau ASTRA a Hermannstadt (Sibiu)

El 1838 va fundar a Brassó (Brașov) el primer diari romanès de la seva regió natal, i el va anomenar Gazeta de Transilvania. Políticament actiu, va ser una personalitat important en la revolució de 1848 a Transsilvània, establint connexions amb nacionalistes i radicals romanesos a Valàquia i Moldàvia, i utilitzant Gazeta com una de les principals veus polítiques que reclamaven la igualtat de drets per a romanesos i hongaresos després del govern revolucionari hongarès. Va començar a pressionar perquè Transsilvània fos retirada de la supervisió directa austríaca per reunir-se amb Hongria.
Després de l'episodi revolucionari, en el període comprès entre la creació d'un govern militar austríac per a la regió i l'Ausgleich, Bariț va tornar a les activitats culturals i empresarials. El 1861, al costat d'Andrei Șaguna, Timotei Cipariu, va fundar Asociația Transilvană pentru Literatura Română și Cultura Poporului Român (ASTRA). Va ser el seu primer secretari, i posteriorment es va convertir en el seu president.
Entre 1852 i 1872 Bariţ va ser el director comercial d'una de les primeres empreses manufactureres de Transsilvània amb capital privat romanès, la Fabrica de hârtie din Zărnești (fàbrica de pasta i paper a Zărnești, avui situada a l'oest de Brașov al centre de Romania). Durant la dècada de 1870 també va actuar com a assessor del Fundador i del Consell d'Administració de la Banca Albina, el primer banc amb capital privat romanès a Transsilvània.
Com a resultat de les primeres eleccions lliures a Transsilvània a la primavera de 1863, després de la introducció d'Àustria per decret imperial de la democràcia representativa al seu territori el 1861, Bariț es va convertir en membre del Parlament a la Dieta Transilvaniei (Parlament de Transsilvània) on les ètnies romaneses van formar la majoria. Després de 1863, va participar com un dels vint-i-sis delegats parlamentaris oficials del Parlament de Transsilvània a la segona (1863–1864) i la tercera (1864–1865) sessions parlamentàries del Parlament central d'Àustria a Viena (Reichsrat, ara Consell Nacional d'Àustria). Allà hi va exercir com a membre de ple dret del Parlament, membre de ple dret del Comitè de Finances i membre de ple dret del Comitè del Ferrocarril de Transsilvània. Va pronunciar diversos discursos sobre temes tan diversos com les polítiques financeres i comercials imperials, la política exterior, les polítiques centrals del govern amb relació a l'Església Romanesa Unida amb Roma, i va promoure i defensar reformes de les finances públiques a Transsilvània, així com també els interessos locals específics de Transsilvània dins de l'imperi austríac. Després de mitjan 1865 no va continuar assistint a altres sessions del Parlament central de Viena, ja que els efectes polítics de l'Ausgleich van traslladar la representació central de Transsilvània de Viena a Budapest.
El desembre de 1866, després dels inicis de l'Ausgleich, Bariţ va iniciar i redactar juntament amb Ioan Rațiu (1828–1902), el primer Memoràndum dels romanesos de Transsilvània, dirigit directament a l'emperador Francesc Josep I d'Àustria i signat per 1.493 intel·lectuals de Transsilvània, demanant el manteniment de l'autonomia administrativa i política de Transsilvània dins de l'imperi austríac i dins la supervisió austríaca. Aquest memoràndum va ser presentat a l'emperador el desembre de 1866 i és un precursor d'un segon memoràndum, el Memoràndum de Transsilvània, presentat el 1892.
Entre 1884 i 1888, Bariț va exercir com a president del Partit Nacional Romanès a Transsilvània i Banat.
Quan ASTRA va començar a publicar la revisió Transilvania, Bariț va ser la principal persona implicada en les seves aventures editorials i es va convertir en un dels autors de la primera Enciclopèdia en llengua romanesa (publicada a Nagyszeben (Sibiu) després de la seva mort, entre 1898 i 1904). La seva principal obra personal, publicada entre 1889 i 1891, va ser Părți alese din Istoria Transilvaniei pre două sute de ani în urmă ("Episodis seleccionats dels darrers dos-cents anys de la història de Transsilvània").
Bariț va ser membre fundador de la Societatea Literară Română (1866), precursora de l'Acadèmia Romanesa. D'aquest últim va ser elegit el 1868 el seu cap de la secció històrica, el seu vicepresident el 1876 i el seu president el 1893. Va morir a Nagyszeben (Sibiu) un parell de mesos després de la seva elecció i està enterrat al cementiri de l'església "Biserica dintre Brazi" de la ciutat, juntament amb altres grans dirigents romanesos de Transsilvània.

## Obres
Entre les seves obres s'hi pot destacar:
- Cuvântare scolasticească la ecsamenul de vară în Școala românească din Brașov și Cetate, 1837
- Deutsch-Rumänisches Wörterbuch, Dicţionariu român-german, 1853–1854
- Dicționariu românesc-unguresc, Magyar-román szótar, 1869
- Părți alese din istoria Transilvaniei pre dues sute de l'any següent, I-III, Sibiu, 1889–1891
- Două drame familare, drama, 1891